# Al-Muàddham ibn al-Àdil
Al-Màlik al-Muàddham Xàraf-ad-Din Issa ibn al-Àdil (àrab: الملك المعظم شرف الدين عيسى بن العادل, al-Malik al-Muʿaẓẓam Xaraf ad-Dīn ʿĪsà b. al-ʿĀdil), més conegut com al-Muàddham ibn al-Àdil, fou emir aiúbida de Damasc oficialment del 1218 al 1227, però de facto des del 1198 fins al 1227. Va néixer al Caire el 1180. Fou un príncep molt culte i protector de les lletres, la ciència i l'arquitectura. Fou considerat un alfaquí i fou un fervent hanafita.
El 1198, després de la mort d'al-Aziz Uthman ibn Salah-ad-Din (1193-1198) amb la pujada del seu fill al-Mansur ibn al-Aziz (1198-1200), les seves forces a Egipte es van dividir entre les que afavorien com a cap de família a al-Àfdal ibn Salah-ad-Din i les que afavorien a al-Àdil, pare d'al-Muaddham. Al-Àdil fou assetjat a Damasc però l'arribada de les seves forces des de Mesopotàmia dirigides pel seu fill al-Kàmil li va permetre fer aixecar el setge i llavors va empaitar a al-Afdal que va fugir cap a Egipte, el va derrotar i es va apoderar del govern d'Egipte, on fou proclamat soldà el 1200. En la seva absència el seu fill al-Muàddham va exercir el govern de Damasc que ja no va perdre encara que restava supeditat al seu pare. Els seus germans petits van rebre feus al principat de Damasc entre els quals Baniyas que fou per al-Aziz Uthman i Busra que fou per al-Salih Ismail. Altres feus foren donats a amirs i notables com la fortalesa de Salkhad que va correspondre de manera hereditària al seu mameluc Izz-ad-Din Aybak al-Muaddhamí. Però al-Muàddham governava la major part del principat per mitjà de lloctinents (nuwwab) que podia canviar al seu gust.
El 1218 a la mort d'al-Àdil, va assolir plenament el poder. Va donar suport al seu germà al-Kàmil, esdevingut el cap de la família. El 1219 va aplanar una conspiració dels amirs d'al-Kàmil que volien destituir a aquest i nomenar algun germà. El 1221 va cridar al seu germà al-Àixraf Mussa senyor del Diyar Bakr, per fer front al croats (Cinquena Croada 1218-1221) i va donar suport a la proposta d'al-Kàmil d'entregar Jerusalem i gran part de Palestina als croats a canvi de la retirada d'Egipte, tot i que part de les regions a cedir formaven el seu propi principat i havia gastat molts diners en construccions a Jerusalem. Després d'això es va concentrar en dominar Síria d'una possible amenaça del seu germà al-Kàmil com a cap de la família i de l'altre germà al-Àixraf Mussa que dominava la Jazira i fins a Armènia. Primer es va aliar a al-Àixraf Mussa contra al-Kàmil; tot i que aquest mai va combatre contra al-Muaddham, tenia a la zona 12.000 cavallers que limitaven l'autonomia d'aquest que només comptava amb 3.000 cavallers. En una segona fase va concentrar els seus esforços a afeblir a al-Àixraf Mussa concertant aliances amb dinastes locals menor, especialment Mudhàffar-ad-Din Gokburi d'Irbil (1224) i els prínceps ortúquides de Mardin i d'Amida; fins i tot va pactar amb al-Mudhàffar Ghazi, germà petit d'al-Àixraf Mussa (després emir 1229-1245) però encara no va trencar l'aliança amb al-Àixraf. Al mateix temps va procurar establir una mena de protectorat sobre els principats aiúbides d'Homs i Hamat, però no ho va aconseguir; el 1223 va fer un atac a Hamat però fou rebutjat. El 1225 es va revoltar a la regió de la Ghuta un bandit rural de nom Xams-ad-Din ibn al-Kakí, però l'intent fou reprimit.
El 1225 va fer aliança amb el xa de Coràsmia Djalal al-Din Manguberti (Mingburnu) mentre al-Àixraf Mussa s'aliava al sultà seljúcida de Konya Ala al-Din Kaykubad I (1226) i al-Kàmil a l'emperador germànic Frederic II del Sacre Imperi Romanogermànic (1226). La primavera del 1226 va esclatar la lluita entre al-Muaddham i al-Àixraf Mussa, i va durar fins a la tardor, però sense cap resultat. Al-Ashraf va anar llavors a Damasc (setembre) per negociar el final del conflicte, però llavors fou retingut pel seu germà com a ostatge durant uns 10 mesos (fins al maig o juny del 1227) fins que aquest li va concedir mans lliures a Homs i Hamat. Però en ser alliberat al-Àixraf va denunciar l'acord, i la lluita es va reprendre. Llavors va arribar Frederic II a Acre amb soldats (octubre del 1227). Al-Mupàddham va contactar amb el xa de Coràsmia, però va morir de causes naturals abans d'obtenir cap resultat (novembre del 1227).
El va succeir el seu fill al-Nasir Dawud (o An-Nàssir Dawud 1227-1229) que va pactar amb al-Àixraf i Frederic II, i aquest va rebre altre cop Jerusalem a canvi d'una treva de 10 anys. El 1227 al-Àixraf va esdevenir príncep de Damasc i al-Nasir fou enviat a Transjordània. Al-Kàmil va poder exercir finalment com a cap de família sense discussió.